# Xerochrysum viscosum
Xerochrysum viscosum (sin. Bracteantha viscosa (DC.) Anderb., Helichrysum viscosum Sieber ex Spreng., Helichrysum bracteatum var. viscosum Sieber ex DC.), cuyo nombre vulgar en inglés es sticky everlasting (siempreviva viscosa) es una planta de la familia Asteraceae, naturalizada de Australia. Crece en Victoria y Nueva Gales del Sur.
Se trata de una planta herbácea, viscosa, siempreviva, de porte erecto. Por lo general es anual, aunque a veces se presenta como perenne. Florece principalmente en primavera y verano. La planta desarrolla normalmente con alturas que varían entre 20 y 80 cm, y se caracteriza por ser generalmente muy ramificada. Las brácteas de las inflorescencias son apergaminadas y de color amarillo.
En condiciones de cultivo, se registró la hibridación de X. viscosum con X. bracteatum. Ambas especies asociadas pertenecen a las Gnaphalieae, una extensa tribu dentro de la familia Asteraceae. Sin embargo, una investigación a nivel molecular referida a las Gnaphalieae realizada en 2002 indicó que el género Xerochrysum es probablemente polifilético, ya que las dos especies muestreadas, X. bracteatum y X. viscosum, no se encontraban relacionadas estrechamente entre sí.